# Галвански елемент
Галвански елемент, по Луиђију Галванију (9. септембра 1737. - 4. децембра 1798. године), је хемијски извор електричне струје који се састоји од два различита метала уроњена у електролит. Назива се и електрохемијска ћелија, ређе волтни елемент. (Не мешати са Волтиним стубом или Волтним елементом који представља специфичан тип галванског елемента.)

## Историја
Галвани је 1780. године открио присуство електрицитета у мишићима и нервним ћелијама запажањем да се жабља нога грчи када се истовремено додирне жицама од различитих метала које су на другом крају спојене чиме је затворено струјно коло. Он је ову појаву назвао „животињски електрицитет“ а по њему је касније названа „галванизам“. (Не мешати са галванизацијом која као реч има исто порекло али сасвим друго значење.) На основу Галванијевих истраживања Александро Волта је касније открио и направио прву батерију.

## Опис
Обични метали, бакар, цинк, гвожђе, који су под нормалним условима електро-неутрални, при растварању у електролиту (киселине, базе, соли) негативно се наелектришу јер у раствор одлазе позитивни јони док (негативни) електрони остају на металу. Укупан резултат је да електролит постаје позитивно наелектрисан, а метал негативно. Што је негативнији, метал јаче привлачи позитивне јоне због чега се реакција растварања успорава док се не постигне динамичка равнотежа када исти број јона одлази у електролит колико их се враћа због електростатичког привлачења. То значи да за сваку комбинацију метал/електролит равнотежни потенцијал има константну вредност која поред врсте метала и електролита зависи и од температуре, концентрације електролита итд. Једна таква комбинација метал/електролит назива се електрохемијски полуелемент. Најлакши за разумевање је полуелемент сачињен од метала и његове соли, рецимо бакар/бакарсулфат, цинк/цинксулфат.
Галванска ћелија се образује када се два полуелемента доведу у електрични контакт, најједноставније порозном мембраном која допушта пролаз јона, али спречава спонтано мешање електролита. При једнаким концентрацијама електролита, због своје различите природе, метали се различито растварају те постижу и различите равнотежне потенцијале. У конкретном случају бакар се мање раствара у бакарном сулфату него цинк у цинксулфату (исте моларне концентрације). Резултат је мало већи позитивни потенцијал бакарне електроде у односу на цинкану због чега се међу њима јавља потенцијална разлика. У галванском елементу, где су полуелементи електрично спојени, та потенцијална разлика постаје извор напона. Дакле, једна електрода постаје позитивна (анода) а друга негативна (катода).(Исправније је рећи да разлика потенцијала доводи до појаве електромоторне силе (ЕМС) јер ЕМС и напон није једно те исто, али овде ту разлику можемо да занемаримо.) Због тог напона, између металних електрода тече електрична струја када се ове електрично споје. При томе електрони са негативније цинкане електроде прелазе на позитивнију бакарну електроду. Тај ток електрона (електрична струја) ремети електрохемијску равнотежу на електродама. Бакарна електрода, сада мало негативнија него у равнотежи, прима још позитивних јона да достигне равнотежу. С друге стране, цинкана електрода, губитком електрона постаје позитивнија те равнотежу постиже отпуштањем у електролит још позитивних јона. Укупан ефекат је да се електрична струја, дакле рад, производи на рачун разлике у хемијским енергијама између металних јона у раствору и у металу. При томе метал са аноде одлази у електролит док на катоди долази до издвајања метала из електролита. Конкретно, електрична струја у елементу са слике настаје као последица веће тежње цинка да буде у раствору него у металу у односу на исту тежњу бакра. Струја тече док се сав цинк не раствори. Нормално, да би се затворило електрично коло, и кроз електролит протиче електрична струја коју ка катоди преносе позитивни јони (катјони), а ка аноди негативни анјони.
У ширем физичкохемијском контексту примање електрона назива се редукција, а одавање електрона оксидација. Сумарно процес преноса електрона се назива редокс реакција, (ако је неко електрон предао, у кондензованој материји, неко други је морао да га прими.) Зато се често каже да галвански елемент производи електричну струју оксидацијом јона метала (у овом случају цинка) на аноди. Дакле електрична струја у галванском елементу настаје у редокс реакцији између метала и њихових соли.

## Електромоторна сила галванског елемента
Електромоторна сила (ЕМС) електрохемијских елемената је разлика електродних потенцијала када се из елемента не црпи струја. За разлику од напона који зависи од потрошње, ЕМС је за дати елемент константа и може да се одреди на основу вредности стандардних електродних потенцијала његових електрода.
У примеру показаном на слици, електроде су две металне плоче (бакарна и цинкана) уроњене у одговарајуће сулфатне соли, 4 и 4. У таблицама могу да се нађу вредности потенцијала за одговарајуће полу-реакције:

Zn2+ + 2e− → Zn (E = −0,76 V)
Дакле, потпуна реакција (комбинација две полу-реакције) која се одиграва у елементу је
ЕМС је тада +0,34 V −(−0,76 V) = 1,10 V
Пошто електродни потенцијали зависе од концентрације електролита, при нестандардним условима ЕМС треба да се коригује Нернстовом једначином.

## Галванска корозија
Галванска корозија је процес у којем се метал деградира електрохемијски. Та се корозија јавља када се два различита метала доведу у контакт у присуству електролита. Све отворене воде у природи, било природне (мора, језера, реке, кишница) или вештачке (базени за пливање, индустријско хлађење, отпадне воде... итд), су јачи (морска вода) или слабији (кишница) електролити. Тада, због разлике у електродним потенцијалима, међу различитим металима успоставља се потенцијална разлика под чијим утицајем мање племенити метал почиње да се раствара много брже него што би да није у контакту са племенитијим металом. Градитељи данас знају да у градњи метали не смеју да се комбинују слободно јер је било случајева да конструкције врло брзо пропадну када се рецимо у конструкцији крова комбинују бакар, цинк, гвожђе и алуминијум.

## Галванска заштита од корозије
На истом принципу, на разликама електродних потенцијала различитих метала заснива се галванска заштита од корозије. Најочигледнији пример је поцинковани лим од којег се праве олуци, кровови, металне конструкције. Пошто цинк има нижи електродни потенцијал од гвожђа, гвожђе неће рђати све док на њему има цинка.

## Типови елемената
- Концентрациони елемент
- Електролитичка ћелија
- Електрохемијска ћелија